# Gesetz zur Neugliederung des Landkreises Euskirchen
Durch das Gesetz zur Neugliederung des Landkreises Euskirchen vom 10. Juni 1969 wurden im Rahmen der Gebietsreform in Nordrhein-Westfalen die Gemeinden des damaligen Landkreises Euskirchen neu gegliedert.

## Ausgangslage und Ergebnis
Vor der Gebietsreform umfasste der Kreis 4 amtsfreie (Stadt Euskirchen, Stadt Bad Münstereifel, Stadt Zülpich, Gemeinde Kommern) und 67 amtsangehörige Gemeinden in 11 Ämtern. Diese Zahl wurde durch die Reform auf 6 amtsfreie Gemeinden verringert.
Grob dargestellt wurden zusammengefasst:
1. die Stadt Zülpich und die Ämter Sinzenich und Zülpich-Land zu einer neuen Stadt Zülpich
2. die Ämter Friesheim, Gymnich, Lechenich und Liblar zu einer neuen Stadt Erftstadt
3. das Amt Weilerswist-Lommersum zu einer neuen Gemeinde Weilerswist
4. die Stadt Euskirchen und die Ämter Frauenberg und Kuchenheim zu einer neuen Stadt Euskirchen
5. die Stadt Bad Münstereifel und das Amt Münstereifel-Land zu einer neuen Stadt Bad Münstereifel
6. die Gemeinde Kommern und das Amt Satzvey-Wachendorf-Enzen zu einer neuen Gemeinde Veytal

Die Gemeinde Straßfeld wurde durch das Bonn-Gesetz vom selben Tag in die neugebildete Gemeinde Swisttal im Rhein-Sieg-Kreis einbezogen und schied damit aus dem Kreisgebiet aus. Zwei Gemeinden des Landkreises Schleiden (Hohn und Nöthen) und eine des Landkreises Düren (Wissersheim) kamen zum Kreisgebiet.

## Gesetzgebungsverfahren
Das Gesetz beruhte auf einem Gesetzentwurf der Landesregierung, den diese am 3. September 1968 in den Landtag eingebracht hatte. Dieser sollte am 1. Januar 1969 in Kraft treten. Die 1. Lesung fand am 2. Oktober 1968 statt; in ihr wurde der Entwurf an den zuständigen Ausschuss für Verwaltungsreform überwiesen.
Zur 2. Lesung am 22. April 1969 legte der Ausschuss seinen Bericht nebst Beschlussempfehlung vor. Dieser wurde durch den Berichterstatter Egbert Möcklinghoff dem Plenum erläutert und begründet. Er sah gegenüber dem Gesetzentwurf der Landesregierung folgende inhaltliche Abweichungen vor:
- Zuordnung von Frauenberg zur neuen Stadt Euskirchen statt nach Zülpich
- Zuordnung von Enzen zur neuen Gemeinde Veytal statt nach Zülpich
- Herausnahme des Amtes Liblar aus der neuen Stadt Erftstadt, die stattdessen Lechenich heißen sollte, und Bildung einer Gemeinde Liblar, Zuordnung von Wissersheim zur Stadt Lechenich
- Inkrafttreten am 1. Juli 1969

Ein Änderungsantrag der SPD- und der FDP-Fraktion, dennoch Enzen in die Stadt Zülpich und das Amt Liblar in die neue Stadt Erftstadt einzubeziehen, wurde vom Landtag angenommen.
Die so beschlossene Fassung wurde durch den Ausschuss für die 3. Lesung redaktionell überarbeitet und vom Landtag am 13. Mai 1969 mit zwei Gegenstimmen angenommen. Das am 10. Juni 1969 ausgefertigte und am 20. Juni 1969 verkündete Gesetz trat wie vorgesehen am 1. Juli 1969 in Kraft.

## Zusammenfassung der Einzelbestimmungen
§ 1 Stadt Zülpich
Zu einer neuen Stadt Zülpich wurden zusammengeschlossen:
- die amtsfreie Stadt Zülpich
- die Gemeinden Bessenich, Nemmenich, Oberelvenich, Rövenich, Wichterich und Weiler in der Ebene des Amtes Zülpich-Land
- die Gemeinde Dürscheven des Amtes Frauenberg
- die Gemeinden Enzen, Linzenich-Lövenich und Ulpenich des Amtes Satzvey-Wachendorf-Enzen
- die Gemeinden Langendorf, Merzenich und Sinzenich des Amtes Sinzenich

Die Stadt Zülpich wurde Rechtsnachfolgerin der aufgelösten Ämter Zülpich-Land und Sinzenich.
§ 2 Stadt Erftstadt
Zu einer neuen Stadt Erftstadt wurden zusammengeschlossen:
- die Stadt Lechenich und die Gemeinden Dorweiler, Erp und Pingsheim des Amtes Lechenich
- die Gemeinden Bliesheim, Kierdorf und Liblar des Amtes Liblar
- die Gemeinden Dirmerzheim und Gymnich des Amtes Gymnich
- die Gemeinden Borr, Friesheim und Niederberg des Amtes Friesheim
- die Gemeinde Wissersheim des Amtes Nörvenich aus dem Landkreis Düren

Die Stadt Erftstadt wurde Rechtsnachfolgerin der aufgelösten Ämter Friesheim, Gymnich, Lechenich und Liblar, die Gemeinde Nörvenich Rechtsnachfolgerin des aufgelösten Amtes Nörvenich.
Durch das Köln-Gesetz wurde Erftstadt zum 1. Januar 1975 dem Erftkreis (heute Rhein-Erft-Kreis) zugeordnet und verlor dabei die Ortsteile Dorweiler, Pingsheim und Wissersheim an Nörvenich.
§ 3 Gemeinde Weilerswist
Zu einer neuen Gemeinde Weilerswist wurden die Gemeinden Lommersum, Metternich, Müggenhausen, Vernich und Weilerswist des Amtes Weilerswist-Lommersum zusammengeschlossen, die Rechtsnachfolgerin des aufgelösten Amtes Weilerswist-Lommersum wurde.
§ 4 Stadt Euskirchen
Zu einer neuen Stadt Euskirchen wurden zusammengeschlossen:
- die amtsfreie Stadt Euskirchen
- die Gemeinden Elsig, Euenheim und Frauenberg des Amtes Frauenberg
- die Gemeinden Dom-Esch, Flamersheim, Großbüllesheim, Kirchheim (ohne größere Waldflächen im Süden der Gemeinde), Kleinbüllesheim, Kuchenheim, Niederkastenholz, Palmersheim, Roitzheim, Schweinheim, Stotzheim, Weidesheim und Wüschheim des Amtes Kuchenheim
- die Gemeinden Billig, Kreuzweingarten-Rheder und Wißkirchen des Amtes Satzvey-Wachendorf-Enzen
- Flurstücke der Gemeinden Arloff (Amt Münstereifel-Land) zur Grenzbegradigung am Münsterberg
- Flurstücke der Gemeinden Antweiler, Satzvey-Firmenich, Obergartzem und Lessenich-Rißdorf im Bereich des Billiger Waldes

Die neue Stadt Euskirchen wurde Rechtsnachfolgerin der aufgelösten Ämter Frauenberg und Kuchenheim.
§ 5 Stadt Bad Münstereifel
Zu einer neuen Stadt Bad Münstereifel zusammengeschlossen wurden:
- die amtsfreie Stadt Bad Münstereifel
- die Gemeinden Arloff (ohne ein kleines Gebiet am Münsterberg), Effelsberg, Houverath, Iversheim, Mahlberg, Mutscheid, Rupperath und Schönau des Amtes Münstereifel-Land
- die Gemeinden Eschweiler und Kalkar des Amtes Satzvey-Wachendorf-Enzen
- die Gemeinden Hohn und Nöthen des Amtes Zingsheim aus dem Landkreis Schleiden
- größere Waldgebiete im Süden der Gemeinde Kirchheim (Amt Kuchenheim)
- das Gebiet Lingscheider Hof der Gemeinde Holzmülheim (Amt Zingsheim, Landkreis Schleiden)

Die Stadt Bad Münstereifel wurde Rechtsnachfolgerin des aufgelösten Amtes Münstereifel-Land.
Einige Teilflächen der Gemeinde Hohn blieben zur Grenzbegradigung im Landkreis Schleiden und wurden zunächst der Gemeinde Bouderath zugeordnet.
§ 6 Gemeinde Veytal
Zu einer neuen Gemeinde Veytal zusammengeschlossen wurden:
- die amtsfreie Gemeinde Kommern
- die Gemeinden Antweiler, Lessenich-Rißdorf, Obergartzem, Satzvey-Firmenich, Schwerfen, Wachendorf und Weiler am Berge des Amtes Satzvey-Wachendorf-Enzen, jedoch ohne die nach Euskirchen eingegliederten Gebiete des Billiger Waldes

Die Gemeinde Veytal wurde Rechtsnachfolgerin des aufgelösten Amtes Satzvey-Wachendorf-Enzen. Ihr war kein langer Bestand vergönnt. Sie wurde bereits am 1. Januar 1972 durch § 11 des Aachen-Gesetzes mit Mechernich zu einer neuen Stadt Mechernich zusammengeschlossen. Schwerfen kam bei dieser Gelegenheit zu Zülpich.
§ 7 Amtsgerichte
Die neugebildeten Gemeinden wurden bis auf die Stadt Erftstadt, die dem Amtsgericht Lechenich zugewiesen wurde, dem Amtsgericht Euskirchen unterstellt.
§ 8 Personalvertretungen
Übergangsweise wurden als Ersatz der noch zu bildenden Personalvertretungen Personalkommissionen gebildet.
§ 9 Inkrafttreten
Das Inkrafttreten wurde auf den 1. Juli 1969 festgesetzt.

## Nachweise
1. ↑  GV. NRW. S. 264
2. ↑  Information und Technik Nordrhein-Westfalen – Geschäftsbereich Statistik, Statistisches Jahrbuch Nordrhein-Westfalen 2009, 51. Jahrgang, S. 29
3. ↑  Landtag Nordrhein-Westfalen, Entwurf eines Gesetzes zur Neugliederung des Landkreises Euskirchen, Landtags-Drucksache Nr. 6/851
4. ↑  Landtag Nordrhein-Westfalen, Plenarprotokoll Nr. 6/40, S. 1575–1580
5. ↑  Landtag Nordrhein-Westfalen, Plenarprotokoll Nr. 6/52, S. 2078–2087
6. ↑  Landtag Nordrhein-Westfalen, Bericht des Ausschusses für Verwaltungsreform zur 2. Lesung des Entwurfs eines Gesetzes zur Neugliederung des Landkreises Euskirchen – Nr. 851 der Drucksachen -, Landtags-Drucksache Nr. 6/1210
7. ↑  Landtag Nordrhein-Westfalen, Änderungsantrag der Fraktionen der SPD und der FDP zur 2. Lesung des Entwurfs eines Gesetzes zur Neugliederung des Landkreises Euskirchen – Nrn. 851 und 1210 der Drucksachen -, Landtags-Drucksache Nr. 6/1224
8. ↑  Landtag Nordrhein-Westfalen, Bericht des Ausschusses für Verwaltungsreform zur 3. Lesung des Entwurfs eines Gesetzes zur Neugliederung des Landkreises Euskirchen – Nrn. 1210 und 1224 der Drucksachen -, Landtags-Drucksache Nr. 6/1248
9. ↑  Landtag Nordrhein-Westfalen, Plenarprotokoll Nr. 6/54, S. 2187 f.